# Brandon (Mississippi)
Brandon é uma cidade localizada no estado americano de Mississippi, no Condado de Rankin.

## Demografia
Segundo o censo americano de 2000, a sua população era de 16.436 habitantes. 
Em 2006, foi estimada uma população de 20.096, um aumento de 3660 (22.3%).

## Geografia
De acordo com o United States Census Bureau tem uma área de 
55,3 km², dos quais 55,1 km² cobertos por terra e 0,2 km² cobertos por água. Brandon localiza-se a aproximadamente 117 m acima do nível do mar.

## Localidades na vizinhança
O diagrama seguinte representa as localidades num raio de 20 km ao redor de Brandon. 